# Paléa Kaméni
Pour les articles homonymes, voir Kameni.
Paléa Kaméni (en grec Παλαιά Καμένη, qui signifie en français « Vieille Brûlée ») est une île de Grèce située en mer Égée, dans le centre de la caldeira de Santorin, apparue en 197 av. J.-C.

## Géographie
Ce gros îlot volcanique est situé à 100m à l’ouest de Néa Kaméni. Long d'environ 900m pour 200m de large, son intérêt principal est constitué par des sources d’eaux chaudes thermales en bord de mer. L’eau est colorée en orange par les émanations soufrées.
Haute d’une centaine de mètres, Paléa Kaméni est vierge de toute présence humaine mis à part une église et des bâtiments à proximité. L’église Saint Nicolas est peinte en blanc, avec un clocheton bleu. C'est ici qu'accostent les visiteurs désireux de prendre un bain chaud.
Le seul habitant de l’île élève des chèvres qui produisent l'un des meilleurs fromages de l’archipel. L’éleveur propose son fromage dans une petite taverne qu’il a construite non loin de l’église.